# Années 880
Les années 880 couvrent la période de 880 à 889.

## Événements

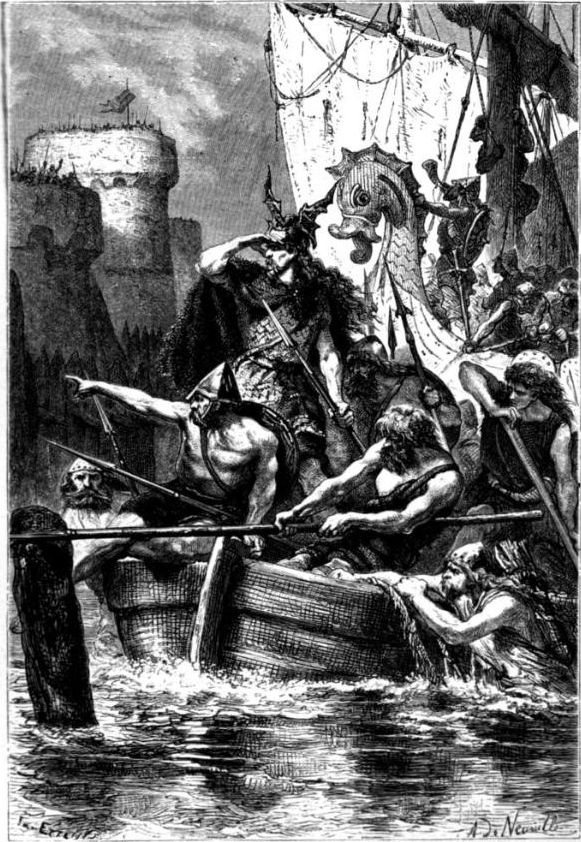
Les barques des Normands, gravure pour l'Histoire de France de François Guizot, par Alphonse-Marie-Adolphe de Neuville, 1883.

- 872 ou vers 885/890 : bataille de Hafrsfjord[1]. Harald Ier Haarfarger unifie la Norvège en réduisant les principautés indépendantes[2]. Il encourage la mise en place de dispositifs stables, la formation de thing en particulier, et peut-être est-il responsable de l’institutionnalisation du leidhangr (recrutement territorial).
- 879-892 : offensive généralisée des Vikings sur les royaumes carolingiens. Bataille de Saucourt-en-Vimeu (881) ; Siège de Paris (885-887). La famine généralisée force la grande armée viking à se rembarquer en 892[3].
- Vers 880 : les Magyars (Hongrois), peuple d’origine finno-ougrienne, établit entre le Dniepr et le Danube en 840-850, dans la région qu’ils appelèrent Etelköz (« entre deux fleuves »)[4], atteignent le delta du  Danube[5].
- 881 : apparition du mot « fief » en Francie occidentale[6].

- 881-883 : révolte de Huang Chao. Déclin de la dynastie Tang en Chine[7]. Une féodalité héréditaire s’installe partout à la faveur des guerres civiles.
- 882 : le varègue Oleg transfère sa capitale de Novgorod à Kiev et y fonde une principauté[8]. Vers 880, les Varègues entreprennent un premier raid vers l’Iran[9].
- Vers 883 : baptême de Bořivoj Přemysl, duc de Bohême. Il fait construire la première église chrétienne de Bohême à Levý Hradec[10]. Vers 885 il transfère sa capitale à Prague, qu'il fait fortifier[11].

Démembrement de l'empire carolingien en 888.

- 888 : après la mort de l'empereur Charles III le Gros en janvier 888, l'empire carolingien se morcelle ent principautés autonomes. C'est le début de la « mutation féodale » qui dure en Occident jusqu'aux alentours de l'an mil[12].

## Personnages significatifs
Achot Bagratouni, roi d’Arménie
- Al-Mundhir
- Charles III le Gros
- Eudes Ier de France
- Fujiwara no Mototsune
- Léon VI le Sage
- Oleg le Sage